# 农友歌
《农友歌》革命民歌，张士燮作词，王嘉祥编曲。另说是劫夫编曲。该歌曲是一首关于秋收起义的歌曲。
在1964年的大型音乐舞蹈史诗《东方红》中是由中国第一部大型新歌剧《白毛女》中首演女主角喜儿的王昆领唱的齐唱歌曲，位于第一场《东方的曙光》。王昆在后来的采访中曾称，她在唱《农友歌》时，曾专门用湖南方言一遍遍念歌词，琢磨声韵的特点，再结合湖南花鼓戏的腔调来丰富歌曲的表现力。

## 相关
1964年王昆在大型音乐舞蹈史诗《东方红》中演唱的《农友歌》，受到党和国家领导人的高度赞扬：
毛泽东主席：很有当年湖南妇女的革命气魄
周恩来总理：王昆是20年前的“白毛女”，20年后的“农友歌”呀！